# I Have Forgiven Jesus
I Have Forgiven Jesus è un brano del cantante inglese Morrissey.
Quarto ed ultimo singolo tratto dall'album You Are the Quarry, il disco venne pubblicato dalla Sanctuary/Attack Records il 13 dicembre del 2004 e raggiunse la posizione numero 10 della Official Singles Chart.

## Realizzazione
Thursday is pathetic, By Friday life has killed me»
Registrato a Los Angeles nel luglio del 2004, il brano venne scritto in collaborazione con Alain Whyte e prodotto da Jerry Finn. Una delle b-sides inserite nel disco è la cover di No One Can Hold A Candle To You, brano originariamente eseguito dai Raymonde nel loro album Babelogue, uscito nel 1987. Il cantante di questa band, James Maker, amico di Morrissey e già danzatore esotico in alcune esibizioni live degli Smiths, è stato poi messo sotto contratto con la Attack, la stessa etichetta di Morrissey.
La foto di copertina ritrae Morrissey con l'abito da prete, ed è tratta dal videoclip della canzone stessa. Il videoclip promozionale, girato da Bucky Fukumoto/AV Club durante la prima settimana di novembre del 2004, mostra Morrissey, vestito con l'abito da prete, a passeggio per le vie della periferia di Los Angeles, seguito dalla sua band.

## Tracce
- UK 7" /CD#1

1. I Have Forgiven Jesus - 3:48
2. No One Can Hold a Candle to You - 3:08

- UK CD#2

1. I Have Forgiven Jesus - 3:44
2. Slum Mums - 3:22
3. The Public Image - 5:09
4. I Have Forgiven Jesus (video)

## Formazione
- Morrissey – voce
- Alain Whyte - chitarra
- Boz Boorer - chitarra
- Gary Day - basso
- Dean Butterworth - batteria
- Roger Manning - tastiere